# 阿诺尔德·加尔特曼
阿诺尔德·加尔特曼（德語：Arnold Gartmann，1904年11月20日—1980年6月4日），瑞士男子雪车运动员。他曾代表瑞士参加1936年冬季奥林匹克运动会雪车比赛，联同皮埃尔·米西、夏尔·布维耶和约瑟夫·贝利获得男子四人金牌。